# Folia

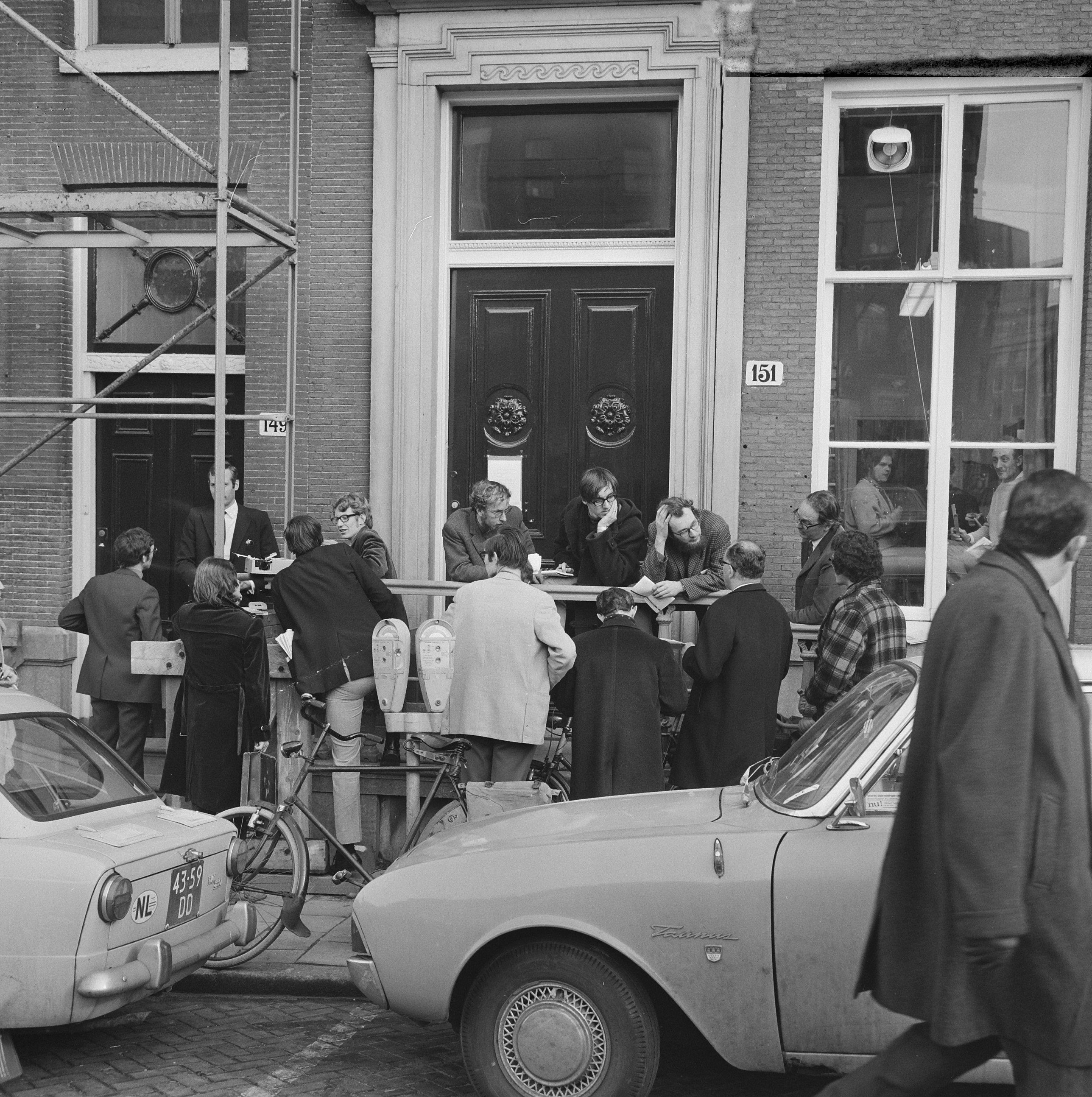
Redaktie van Folia Civitatis werkt op de stoep voor Instituut voor Perswetenschap aan de Turfmarkt 151 te Amsterdam wegens sluiting instituut (24 februari 1970)

Folia (Civitatis) is het onafhankelijk universiteitsblad voor studenten en medewerkers van de Universiteit van Amsterdam (UvA). Van 1948 tot en met 2017 werd er wekelijks een blad gemaakt. Sinds januari 2018 is het medium online-only. Folia wordt uitgegeven door de Stichting Folia Civitatis, die gelieerd is aan en gefinancierd wordt door de UvA. Folia brengt nieuws, achtergronden bij het nieuws, interviews en columns over onderwijs, onderzoek en bestuur aan de UvA, oorspronkelijk via haar blad en nu via haar website en via haar socialemediakanalen door middel van tekst, video en podcast.

## Geschiedenis
Folia werd opgericht op 13 oktober 1948 en heeft sindsdien in verschillende gedaantes bestaan. Het werd opgericht onder de naam Folia Civitatis en was toen bedoeld als ‘mededelingenblad voor de civitas’, de universitaire gemeenschap. In de jaren vijftig van de twintigste eeuw was het satirisch studentenblad Propria Cures enige tijd een imprint van Folia Civitatis. Vanaf de jaren zestig zeilde het blad mee op de golven van de democratiseringsbeweging, die ook de studentenwereld, in het bijzonder die van de UvA, in haar greep had. Tijdens de Maagdenhuisbezetting van mei 1969 deed het blad uitgebreid verslag van de gebeurtenissen.
Tot ver in de jaren negentig van de twintigste eeuw hadden studenten en medewerkers het blad wekelijks nodig vanwege de mededelingen die erin werden gepubliceerd omtrent de locatie van colleges en tentamens. Het blad werd dan ook wekelijks en gratis per post verzonden naar alle studenten en medewerkers van de UvA.
Vanaf de eeuwwisseling ontwikkelde het blad zich steeds meer als fullcolourmagazine met een tijdschriftachtige allure, waarin ook luchtige onderwerpen aan bod kwamen. In 2006 kreeg het blad naast een papieren editie een website. De daaropvolgende tien jaar verscheen het blad zowel online als via een wekelijkse papieren editie, die vanaf 2011 twee aparte namen kregen: Folia Web en Folia Magazine. Deze rebranding had te maken met de samenwerking en latere fusie met het blad Havana van de Hogeschool van Amsterdam (HvA), een fusie die het gevolg was van de bestuurlijke institutionele samenwerking van de UvA en de HvA. Ook de twee media gingen samen, al kwam het in de praktijk neer op een overname van Havana door Folia, de naam waaronder het blad bleef verschijnen. De bestuurlijke samenwerking tussen UvA en HvA was – onder meer wegens te grote cultuurverschillen – geen succes en beide instellingen gingen daarom in 2017 weer uit elkaar. Folia werd vanaf 2018 weer het onafhankelijk medium voor de UvA. Het papieren tijdperk was inmiddels definitief voorbij en het medium werd online-only.

## Hoofdredacteuren
Bijna twintig jaar, tot 2001, was Sjaak Priester hoofdredacteur van Folia. Priester werd opgevolgd door Marcel Hulspas, tot deze op 1 januari 2007 overstapte naar de inmiddels opgeheven gratis ochtendkrant Dagblad De Pers. Hij werd opgevolgd door Jim Jansen, die in het najaar van 2014 overstapte naar de Nederlandse editie van het populairwetenschappelijke tijdschrift New Scientist. Per 1 april 2015 werd Jansen opgevolgd door Altan Erdogan. Deze vertrok in oktober 2021 naar de Amsterdamse stadszender AT5. Bij Folia werd hij opgevolgd door journalist Arjan Paans, die echter een jaar na zijn aantreden overleed. Sindsdien is Dirk Wolthekker hoofdredacteur van Folia en directeur van de Stichting Folia Civitatis. De stichting staat onder voorzitterschap van hoogleraar privaatrecht Arthur Salomons. De redactie van Folia is gevestigd op de Roeterseilandcampus van de Universiteit van Amsterdam in het centrum van Amsterdam.

## Bekende medewerkers
Op de achterpagina van de Folia stonden in de jaren tachtig en negentig columns van Boudewijn Büch en Theo van Gogh, waarvan een aantal in 2005 zou worden gepubliceerd in Wassenaerse Brieven: Brieven aan Boudewijn Büch. Daarnaast heeft het blad tal van bekende journalisten, schrijvers en columnisten voortgebracht, zoals:
- Peter-Paul de Baar – journalist, schrijver
- Floor Boon – journalist
- Paulien Cornelisse – cabaretier, schrijver
- Aaf Brandt Corstius – columnist, presentator en schrijver
- Ton Elias – Tweede Kamerlid
- Beau van Erven Dorens – schrijver, televisiemaker, presentator
- Gerbrand Feenstra – journalist
- Arjen Fortuin – journalist, biograaf
- Sjoerd de Jong – journalist.
- Maarten Keulemans – journalist en Journalist van het Jaar
- Joris Luyendijk – auteur, journalist, presentator
- Ward Wijndelts - journalist